# Рубен Веласкес
Рубен Веласкес (ісп. Rubén Velásquez, нар. 18 грудня 1975, Пуебло-Рико) — колумбійський футболіст, що грав на позиції півзахисника.
Виступав, зокрема, за клуб «Онсе Кальдас», а також національну збірну Колумбії.

## Клубна кар'єра
У дорослому футболі дебютував 1993 року виступами за команду клубу «Атлетіко Насьйональ», в якій провів три сезони. 
Своєю грою за цю команду привернув увагу представників тренерського штабу клубу «Онсе Кальдас», до складу якого приєднався 1997 року. Грав за команду з Манісалеса до 2005 року з перервою на виступи у складі «Кортулуа» у 2002 році. 2004 року допоміг команді уперше в її історії стати переможцем Кубка Лібертадорес.
Згодом з 2002 по 2007 рік грав у складі «Реал Картахена», аргентинського «Колона» та «Депортіво Калі».
Завершив професійну ігрову кар'єру у клубі «Бояка Чико», за команду якого виступав протягом 2008 року.

## Виступи за збірну
1996 року дебютував в офіційних матчах у складі національної збірної Колумбії. Протягом кар'єри у національній команді, яка тривала 12 років, грав за неї епізодично, провівши у формі головної команди країни 13 матчів.
У складі збірної був учасником розіграшу Золотого кубка КОНКАКАФ 2003 року та розіграшу Кубка конфедерацій 2003 року.

## Досягнення
- Володар Кубка Лібертадорес: 2004